# Hreiðmarr
Hreiðmarr, ou Hreidmar, est dans la mythologie scandinave, un grand sorcier, père de Ótr, de Fáfnir et de Regin. Il possédait une maison d'or scintillant et de gemmes clignotantes construite par Regin et gardée par Fáfnir. À la suite de la mort d'Ótr, accidentellement tué par Loki, il reçoit l'or maudit d'Andvari. Fáfnir et Regin finissent par le tuer pour l'or. Fáfnir se transforme en dragon et Regin encourage Sigurd à le tuer.